# Mikulovice (district de Třebíč)
Pour les articles homonymes, voir Mikulovice.
Mikulovice (en allemand : Nikolowitz) est une commune du district de Třebíč, dans la région de Vysočina, en République tchèque. Sa population s'élevait à 223 habitants en 2020.

## Géographie
Mikulovice se trouve à 6,5 km au sud-sud-est de Třebíč, à 32 km au sud-est de Jihlava et à 150 km au sud-est de Prague.
La commune est limitée par Mastník au nord-ouest, par Třebíč au nord, par Výčapy à l'est, par Horní Újezd au sud, et par Kojetice au sud-ouest.

## Histoire
La première mention écrite de la localité date de 1348.

## Transports
Par la route, Mikulovice se trouve à 10,7 km de Třebíč, à 37 km de Jihlava et à 168 km de Prague.